# Get Some
Get Some — дебютний студійний альбом американського панк-рок- гурту Snot. Випущений у 1997 році, це єдиний альбом, у якому бере участь оригінальний вокаліст гурту Лінн Стрейт, який загинув у автомобільній аварії в 11 грудня 1998 року, коли вантажівка врізалася в його автомобіль, убивши його та його боксера Доббса, який зображений на обкладинці альбому.  

## Реліз та прийом
Записаний у жовтні та листопаді 1996 року, альбом був випущений 13 травня 1997 року лейблом Geffen Records . 
Австралійське видання Tone Deaf у 2015 році зазначило, що «коли Snot випустили свій дебютний альбом Get Some у 1997 році, він був оголошений одним із наймелодійніших, насичених грувом пропозицій ню-метал сцени», додавши, що «альбом одразу знайшов критичну оцінку і приніс групі легіон відданих Snot Heads». 
У 2022 році Revolver включив Get Some до списку «5 найкращих чудес для одного альбому» та назвав музику сумішшю «фанк-року в стилі Red Hot Chili Peppers зі спринтерським хардкорним трешерним та шаленим Bizkit-ним — реп-металом»." 

## Трек-лист
| #     | Назва                          | Тривалість |
| ----- | ------------------------------ | ---------- |
| 1.    | «Snot»                         | 3:23       |
| 2.    | «Stoopid»                      | 3:53       |
| 3.    | «Joy Ride»                     | 2:26       |
| 4.    | «The Box»                      | 3:25       |
| 5.    | «Snooze Button»                | 4:17       |
| 6.    | «313»                          | 2:25       |
| 7.    | «Get Some»                     | 4:56       |
| 8.    | «Deadfall»                     | 2:19       |
| 9.    | «I Jus' Lie»                   | 3:34       |
| 10.   | «Get Some O' Deez»             | 0:58       |
| 11.   | «Unplugged»                    | 4:11       |
| 12.   | «Tecato»                       | 4:30       |
| 13.   | «Mr. Brett» (feat. Theo Kogan) | 2:13       |
| 14.   | «Get Some Keez»                | 2:46       |
| 15.   | «My Balls»                     | 2:58       |
| 48:14 |                                |            |

## Склад
Snot
- Лінн Стрейт — вокал
- Сонні Мейо — гітара
- Майк Долінґ — гітара
- Джон Фанесток — бас
- Джеймі Міллер — барабани

Додаткові музиканти
- Дейв Фортман — гітара в "Deadfall"
- Гленн Нельсон — банджо на "Deadfall"

Виробництво
- T-Ray – Продюсер